# Thomson (cràter)
Thomson és un cràter d'impacte que es troba dins de la Mare Ingenii, a la cara oculta de la Lluna. Just al nord-est es troba la inusual formació de cràters fusionats de Van de Graaff. En la vora nord-oest de la mar lunar s'ubica O'Day, i al sud-sud-oest jeu Obruchev, a la riba sud de la Mare Ingenii.

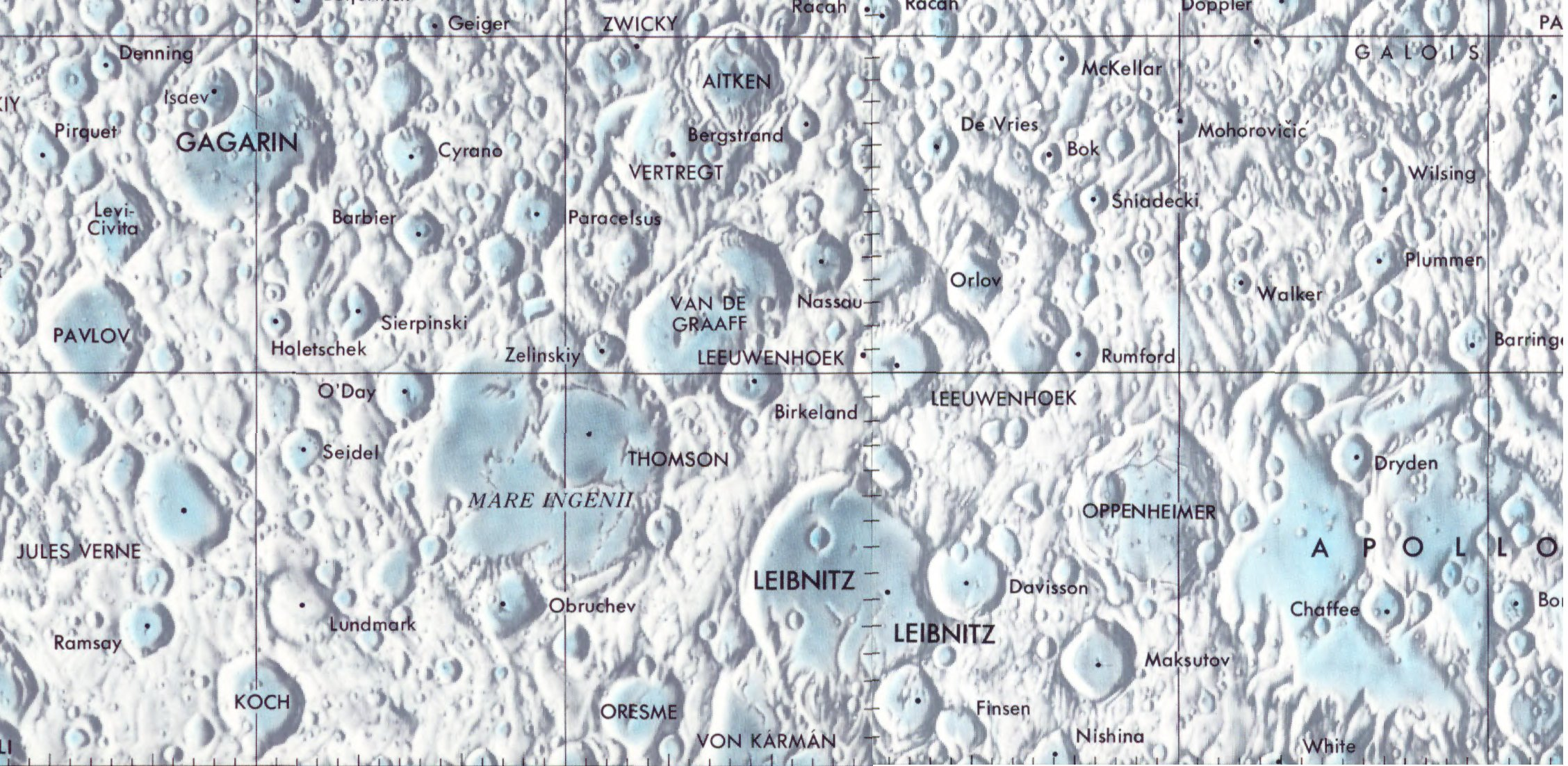
Localització de Thomson (centre de la imatge)
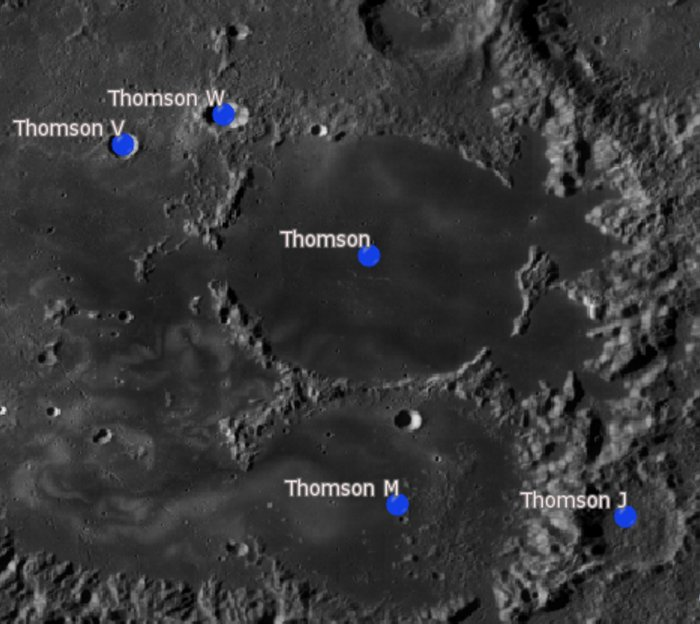
Cràters satèl·lit

En el passat, el cràter va ser inundat per la lava, deixant només la vora exterior intacta. Presenta buits a les vores de l'est i de l'oest, deixant dues formacions muntanyoses amb forma de «mitja lluna», una enfront de l'altra, sobre un sòl relativament pla.

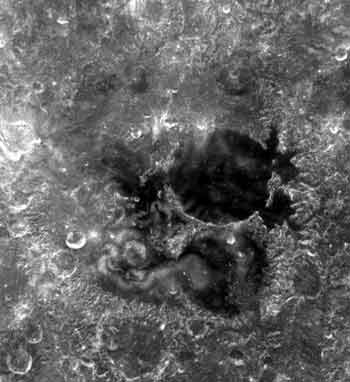
Mare Ingenii, en la cara oculta de la Lluna. La característica circular fosca és el cràter Thomson, amb el desbordament d’Ingenii / Thompson directament a l'est. El cràter gris clar al sud de la Mare Ingenii és el cràter Obruchev. Tot i que és més difícil de distingir en aquesta foto, Van De Graaff és el cràter situat al nord-est de la Mare Ingenii
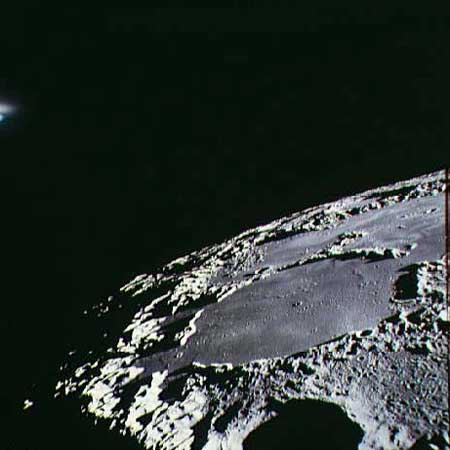
Cràter Thomson. Imatge de l'Apollo 15. Al marge inferior de la imatge es veu una part del cràter Zelinskiy

Una resta de cràter inundat de lava similar està unit a la vora sud de Thomson. El sòl té una sèrie d'impactes secundaris que formen línies curtes i diverses alineacions travessant la superfície.

## Cràters satèl·lit
Per convenció aquests elements són identificats en els mapes lunars posant la lletra en el costat del punt central del cràter que està més proper a Thomson.
| Thomson | Coordenades                            | Diàmetre |
| ------- | -------------------------------------- | -------- |
| J       | 35° 54′ S, 169° 36′ E / 35.9°S,169.6°E | 44 km    |
| M       | 35° 42′ S, 166° 00′ E / 35.7°S,166.0°E | 119 km   |
| V       | 30° 42′ S, 162° 12′ E / 30.7°S,162.2°E | 13 km    |
| W       | 30° 12′ S, 163° 18′ E / 30.2°S,163.3°E | 17 km    |